# Arkanoid Returns
Arkanoid Returns est un jeu vidéo de casse-briques de la série Arkanoid, sorti en 1997 sur borne d'arcade, puis la même année sur PlayStation. Le jeu a été développé et édité par Taito.